# Тур (приток Девицы)
Тур (Калатушка, Колотушка) — река в Воронежской области России. Левый приток Девицы.
Длина реки составляет 12 км, площадь водосборного бассейна — 82,8 км².
Река берёт начало в селе Верхнее Турово. На реке находятся населённые пункты Верхнее Турово и Нижнее Турово. Устье реки находится в 50 км от устья Девицы по левому берегу на высоте 110 м над уровнем моря.

## Данные водного реестра
По данным государственного водного реестра России относится к Донскому бассейновому округу, водохозяйственный участок реки — Дон от города Задонск до города Лиски, без рек Воронеж (от истока до Воронежского гидроузла) и Тихая Сосна, речной подбассейн реки — бассейны притоков Дона до впадения Хопра. Речной бассейн реки — Дон (российская часть бассейна).
Код объекта в государственном водном реестре — 05010100812107000002341.